# Jens Christian Jensen
Jens Christian Jensen (* 11. Mai 1928 in Lübeck; † 6. April 2013 in Hamburg) war ein deutscher Kunsthistoriker und Museumsdirektor.

## Leben

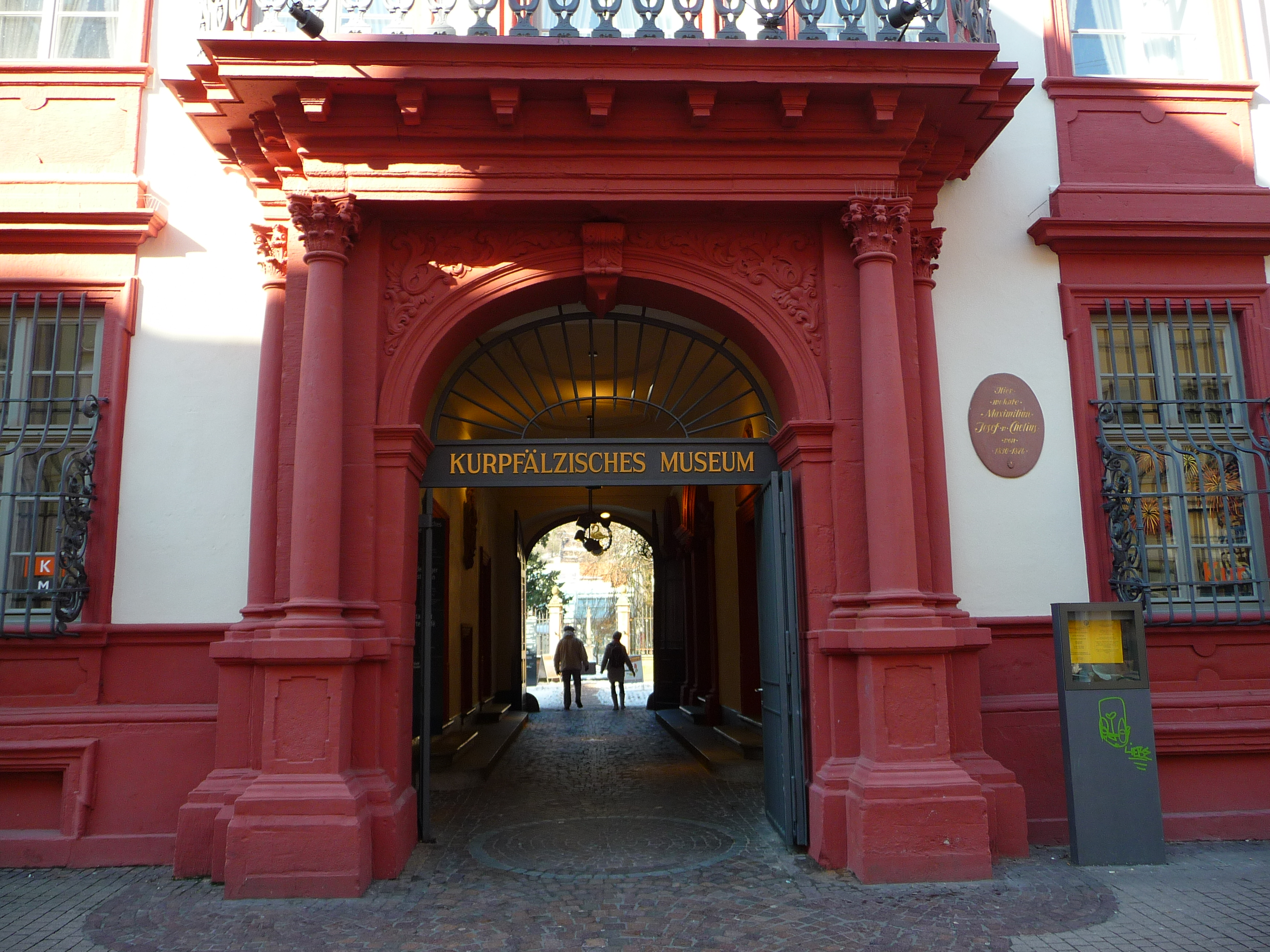
Kurpfälzisches Museum Heidelberg, Hauptstraße

Jens Christian Jensen war der Sohn des Pfarrers Julius A. Jensen. Die Familie des Großvaters Julius A. Jensen stammte aus Apenrade. Im Anschluss an den Besuch der Grundschule in Travemünde ging Jensen ab 1939 in das altsprachliche Gymnasium Katharineum zu Lübeck. Nach dem Abitur studierte Jensen ab 1949 Kunstgeschichte, Klassische Archäologie, Germanistik und Kirchengeschichte in Heidelberg und Mainz. Jensen wurde 1956 an der Universität Heidelberg bei Walter Paatz promoviert. Das Thema der Dissertation lautete: Meister Bertram als Bildschnitzer. Das Verhältnis des Doberaner Lettneraltares zu den Skulpturen des Hamburger Petrialtares. Unter der Direktion von Fritz Schmalenbach absolvierte er von 1956 bis 1958 ein Volontariat am Museum für Kunst und Kulturgeschichte in Lübeck. Ab 1958 war Jensen  zunächst wissenschaftlicher Mitarbeiter und dann ab 1965 Kustos am Kurpfälzischen Museum in Heidelberg. 1968 übernahm er den Geschäftsführenden Vorsitz des Heidelberger Kunstvereins.

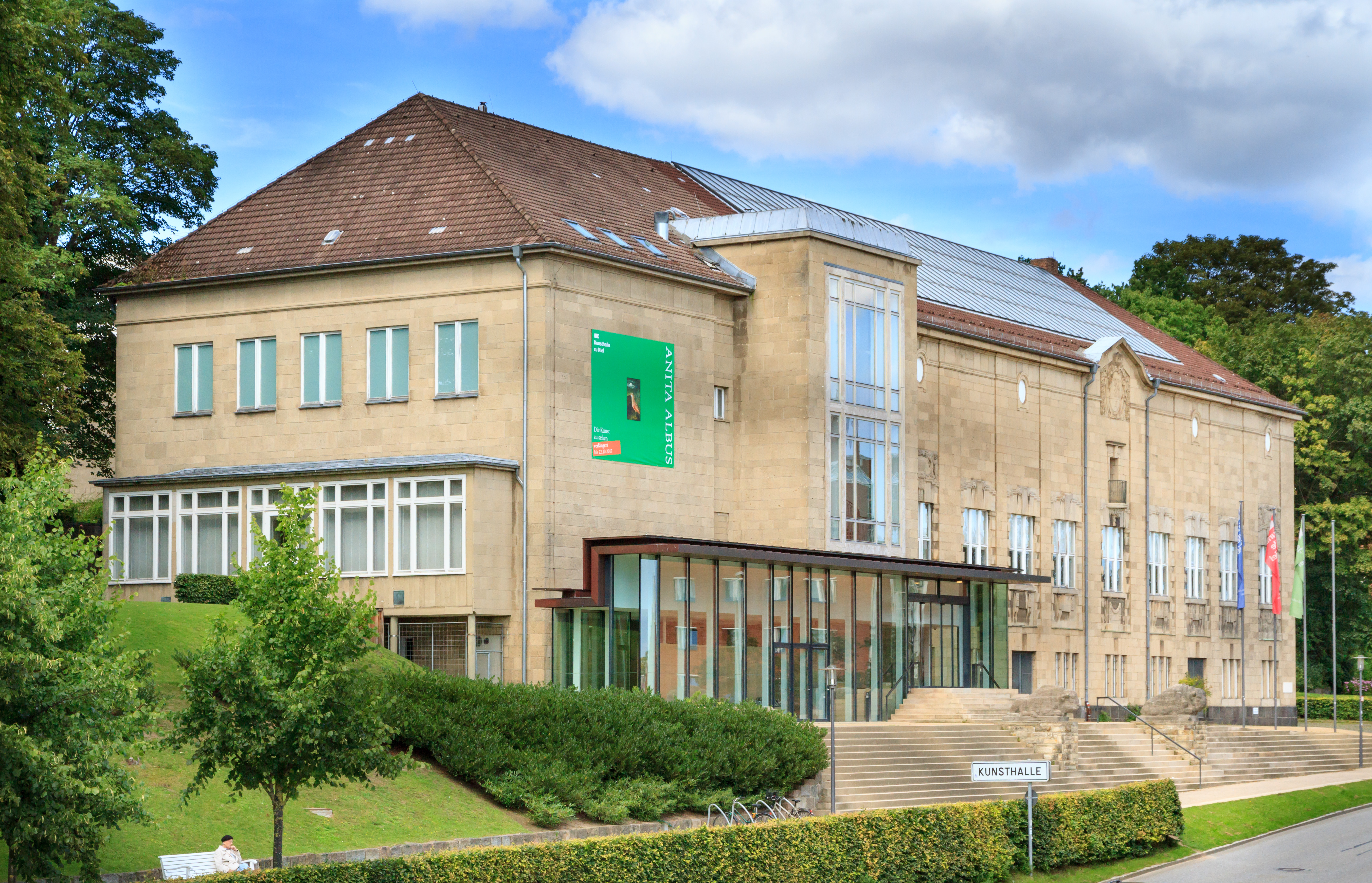
Kunsthalle Kiel, Düsternbrooker Weg

Zum 1. Januar 1971 wurde Jens Christian Jensen zum Direktor der Kunsthalle zu Kiel berufen. 1973 folgte die Ernennung zum Leitenden Museumsdirektor. In dieser Position war Jensen erstmals ein eigenständiger Leiter der Kunsthalle und nicht mehr als ein Ordinarius des Kunsthistorischen Instituts der Christian-Albrechts-Universität zu Kiel tätig. Zugleich übernahm er im Jahr 1971 den Geschäftsführenden Vorsitz im Schleswig-Holsteinischen Kunstverein. 1990 ging Jensen in den Ruhestand.
Von 1972 bis 2005 gehörte Jensen dem wissenschaftlichen Beirat der Sammlung Georg Schäfer in Schweinfurt an. 1979 wurde er „in Anerkennung seiner Verdienste um die Aktivierung des Kunstlebens in Schleswig-Holstein und in Würdigung seiner wissenschaftlichen Leistungen im Dienste der Kunst“ mit der Ehrenprofessur des Landes Schleswig-Holstein ausgezeichnet. Jensen war Verfasser zahlreicher Schriften über mittelalterliche Plastik, über Malerei und Zeichnung des 19. und 20. Jahrhunderts und über die Kunst der Gegenwart. 2008 war er Kurator der Ausstellung Carl Spitzweg und Wilhelm Busch. Zwei Künstlerjubiläen im Wilhelm-Busch-Museum in Hannover.
Jens Christian Jensen war in seiner ersten Ehe mit Heidi Jensen, geborene Ruesch, verheiratet. Das Ehepaar hatte vier gemeinsame Kinder. Die Ehe wurde im Jahr 1973 geschieden. 1976 heirateten Jens Christian Jensen und Angelika Jensen, geborene Forwick. Das Ehepaar lebte in Hamburg.

## Auszeichnungen
- 1977: Ritter des dänischen Dannebrogorden[1]
- 1979: Ehrentitel Professor[4]
- 1991: Kulturpreis der Stadt Kiel[5]
- Ehrendoktorwürde[6]

## Mitgliedschaft
- Det Kongelige Norske Videnskabers Selskab in Trondheim

## Veröffentlichungen (Auswahl)

### Monografien
- Meister Bertram als Bildschnitzer. Das Verhältnis des Doberaner Lettneraltares zu den Skulpturen des Hamburger Petrialtares. Dissertation Heidelberg 1954 (Maschinenschriftlich vervielfältigt 1956).
- Carl Philipp Fohr in Heidelberg und im Neckartal. Landschaften und Bildnisse. Herausgegeben und eingeleitet von Georg Poensgen. Braun, Karlsruhe 1968.
- Caspar David Friedrich. Leben und Werk. DuMont, Köln 1974, ISBN 3-7701-0758-6.
- Carl Spitzweg. Zwischen Resignation und Zeitkritik. DuMont, Köln 1975, ISBN 3-7701-0815-9.
- Philipp Otto Runge. DuMont, Köln 1977, ISBN 3-7701-0907-4.
- Aquarelle und Zeichnungen der deutschen Romantik. DuMont, Köln 1978, ISBN 3-7701-0976-7.
- Christian Rohlfs. Gemälde – Aquarelle. Ausstellungskatalog. Kunsthalle, Kiel 1979.
- Paul Wunderlich. Eine Werkmonographie. Mit Beiträgen von Max Bense und Philippe Roberts-Jones. Volker Huber, Offenbach 1980
- Malerei der Romantik in Deutschland. DuMont, Köln 1985, ISBN 3-7701-1525-2.
- Harald Duwe. Werkverzeichnis der Gemälde und Ölstudien. Prestel, München 1987, ISBN 3-7913-0818-1.
  - Harald Duwe. Hundert Aquarelle, Gouachen, Zeichnungen. Museum für Kunst und Kulturgeschichte Lübeck, Lübeck 1994, ISBN 3-529-02737-5.
- Carl Spitzweg. Zwischen Resignation und Zeitkritik. DuMont, Köln 1991, ISBN 3-7701-0815-9.
- Caspar David Friedrich. Leben und Werk. (= dumont Taschenbücher, Band 14). DuMont Schauberg, Köln 19741 u. Nachauflage 1995, ISBN 3-7701-0758-6.
  - Überarbeitete und mit einem Nachwort versehene Neuausgabe. DuMont, Köln 1999, ISBN 3-7701-4800-2.
- Jens Christian Jensen: Carl Spitzweg im Museum Georg Schäfer Schweinfurt. Museum Georg Schäfer, Schweinfurt 2014, ISBN 978-3-943017-05-2.

### Herausgeberschaften
- Amerikanische Kunst von 1945 bis heute. Herausgegeben gemeinsam mit Dieter Honisch. DuMont, Köln 1976
- Vor hundert Jahren. Dänemark und Deutschland 1864–1900, Gegner und Nachbarn; Kopenhagen – Aarhus – Kiel – Berlin – 1981, 82; [Kopenhagen, Statens Museum for Kunst, 31. Juli – 6. September 1981 ... Berlin, Orangerie Schloß Charlottenburg, 10. Januar – 14. Februar 1982]. Kunsthalle, Kiel 1981.
- Adolph Menzel. Gemälde, Gouachen, Aquarelle, Zeichnungen aus der Sammlung-Dr.-Georg-Schäfer-Stiftung, Schweinfurt. Hirmer, München 1998, ISBN 3-7774-8150-5.
- 100 Jahre Kieler Woche – Lyonel Feininger: Gemälde, Aquarelle und Zeichnungen, Druckgraphik. Verlag: Kunsthalle zu Kiel der Christian-Albrechts-Universität, Kiel 1982
- Günter Grass. Hundert Zeichnungen 1955–1987. Ausstellungskatalog der Kunsthalle Kiel. Kiel 1987, ISBN 3-923701-23-3

### Beiträge
- Die Kunsthalle zu Kiel und die Kunst in Schleswig-Holstein. In: Ehrhardt Heinold: Künstler sehen Schleswig-Holstein. 80 zeitgenössische Künstler. Verlag Wolfgang Weidlich, Frankfurt am Main 1976, ISBN 3-8035-8357-8, S. 11–12.
- Von der Gründung der Gemäldegalerie bis zur Aufgabe der ersten Kunsthalle 1887. In: Der Finanzminister des Landes Schleswig-Holstein (Hrsg.): Kunsthalle zu Kiel Christian-Albrechts-Universität. Sammlungen und Baugeschichte 1854 bis 1986. Christians Verlag, Hamburg 1986, ISBN 3-7672-0960-8, S. 6–32.